# (472651) 2015 DB216
(472651) 2015 DB216 è un asteroide e un centauro co-orbitale ad Urano. Scoperto nel 2015, presenta un'orbita caratterizzata da un semiasse maggiore pari a 19,1746291 au e da un'eccentricità di 0,3262710, inclinata di 37,74139° rispetto all'eclittica.
È il secondo centauro noto posto su di un'orbita a ferro di cavallo con Urano, e il terzo co-orbitale ad Urano scoperto dopo il troiano 2011 QF99 ed il libratore a ferro di cavallo 83982 Crantor. Nel 2017 è stata annunciata la scoperta di un secondo troiano di Urano, 2014 YX49.  

## Descrizione
Un primo calcolo orbitale dell'asteroide con un arco di osservazione di 10 giorni ha suggerito una MOID estremamente vicina a Nettuno, ma ulteriori osservazioni del 27 marzo 2015 hanno perfezionato l'orbita per mostrare che l'asteroide transita a non meno di diverse unità astronomiche da Nettuno in un'orbita tipica di un centauro, con un perielio vicino a quello di Saturno,  e transitante nei pressi di Urano e Nettuno. Più tardi, le osservazioni suggerirono un perielio molto distante dal Sole, ma osservazioni successive dimostrarono errori di valutazione. Tuttavia, il centauro possiede un semiasse maggiore vicino ad Urano, rendendolo co-orbitale. Tuttavia non è un Troiano, poiché rimane adiacente al lato opposto del Sole rispetto a Urano. 
Un documento, presentato il 27 luglio 2015, ha analizzato l'evoluzione orbitale di (472651) 2015 DB216 del 2015 e ha suggerito che potrebbe essere più stabile rispetto agli altri co-orbitali di Urano conosciuti a causa della sua elevata inclinazione. Inoltre il documento presuppone l'esistenza di altri asteroidi coorbitali ad Urano.  
Presumendo per l'asteroide un'albedo tra 0,05 (160 km)  e 1 (40 km), è definitivamente accertato che il suo diametro si trova entro questo range, e, se la sua magnitudine assoluta è corretta, non potrà essere più piccolo di 40 km.
Subito dopo la scoperta nel 2015 di (472651) 2015 DB216, sono state localizzate immagini di prescoperta risalenti al 2003, consentendo agli astronomi di coprire un arco di osservazione di 11 anni.